# Stylaster sanguineus
Stylaster sanguineus är en nässeldjursart som beskrevs av Valenciennes in Milne Edwards och Jules Haime 1850. Stylaster sanguineus ingår i släktet Stylaster och familjen Stylasteridae. Inga underarter finns listade i Catalogue of Life.